# Blind (dokumentarfilm)
Blind er en dansk dokumentarfilm fra 1950 instrueret af Søren Melson og efter manuskript af Martin A. Hansen.

## Handling
En ung, blind kvinde fortæller om sin barndom og om sine forældre, der af kærlighed til hende først ikke ville slippe hende, så hun kunne få den rette undervisning. Hele tilværelsen blev med et slag ændret for hende, da hun kom på De Kgl. Blindeinstitutter og blev opdraget sammen med andre blinde. Da hun forlod institutterne, var hun rustet til at gå i gang med livet og udfylde sin plads i samfundet som enhver anden.